# Storia della Lombardia

Bandiera della Regione Lombardia, derivata dal simbolo della rosa camuna

La storia della Lombardia riguarda le vicende storiche relative alla regione italiana della Lombardia.

## Preistoria

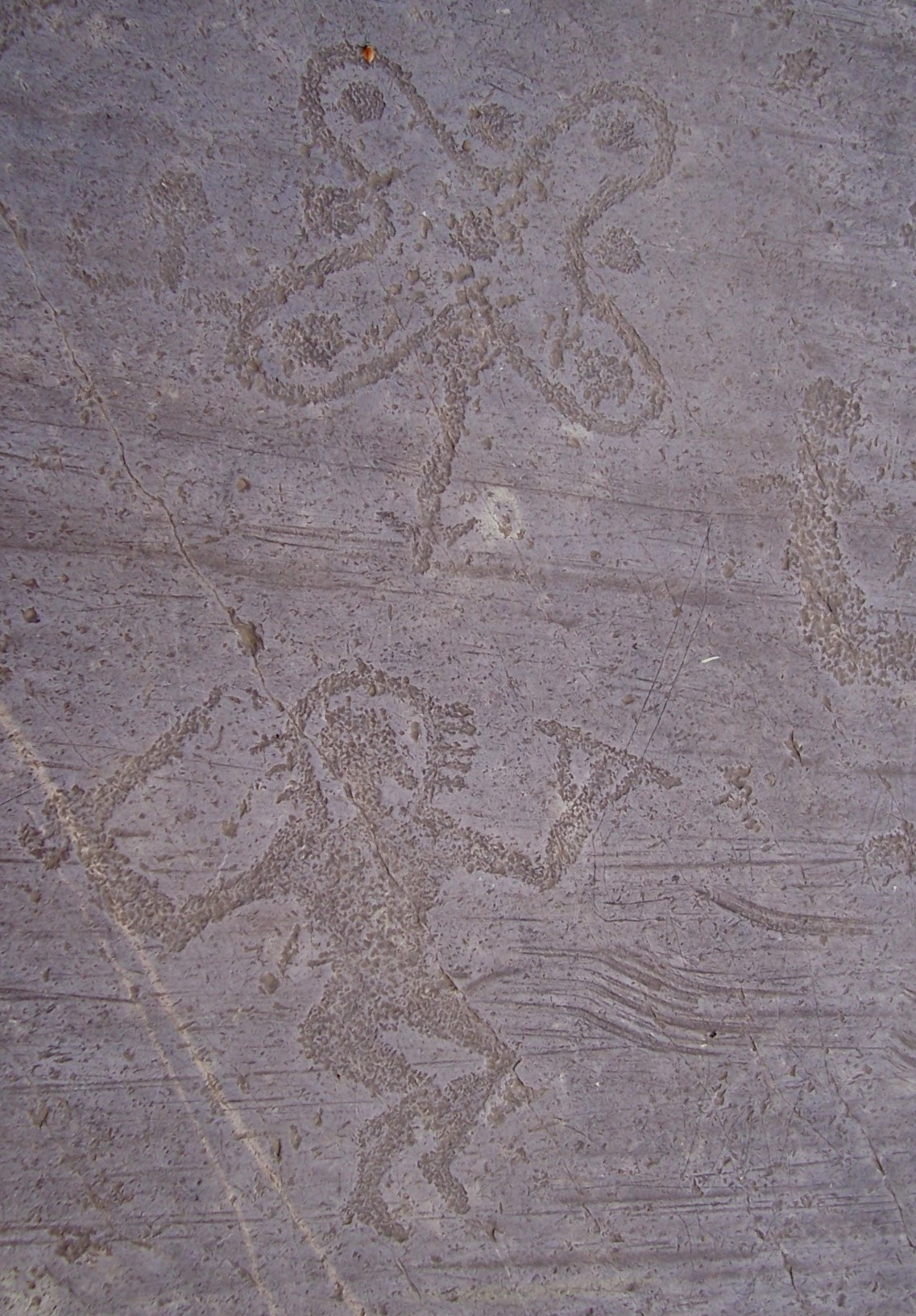
Incisioni rupestri della Val Camonica: rosa camuna e due figure umane (una a "martellina", l'altra a "graffito")

Nella pianura lombarda sono stati trovati vari oggetti come vasi di ceramica, frecce, accette, pietre per macinare i cereali, pettini di legno, che testimoniano la diffusione in essa già nel III millennio a.C. dell'uomo, già presente almeno dal pleistocene in area prealpina.
Le prime civiltà che si svilupparono furono quella Camuna (nel Neolitico) e la civiltà di Golasecca (Età del bronzo).
L'area lombarda centro-orientale fu interessata da un'influenza etrusca attorno al V secolo a.C. In seguito, nel IV secolo a.C., la regione fu invasa dai Celti, fra cui si annoverano i popoli degli Insubri, nella Lombardia occidentale, e dei Cenomani, nella Lombardia orientale e nell'area del basso Garda e delle rive del Po.

### La civiltà camuna
Nell'Età del ferro (I millennio a.C.) in Val Camonica, nella Lombardia orientale, si sviluppò l'antica civiltà camuna, che ha lasciato oltre 300.000 incisioni rupestri ad esempio un'incisione famosa è quella che raffigura la rosa camuna (incisioni analoghe sono diffuse in Liguria), il più grande sito d'arte rupestre Europeo.
Le prime tracce di questa popolazione in Val Camonica risalgono ad un periodo che va dal mesolitico alla fine della glaciazione Würm.
Un contesto ambientale, quello della Lombardia, che fin dalla Preistoria ha favorito l’insediamento umano: lo testimoniano le incisioni rupestri rinvenute nei siti archeologici di molte valli lombarde, in particolare in Val Camonica. Qui si conserva il più vasto e importante complesso di arte rupestre europeo: testimonianza della comparsa dei popoli camuni e della loro persistenza lungo un arco di otto millenni che dal Neolitico, forse ancor prima, giunge in piene epoca storica.
Tra le 300.000 incisioni rupestri della Valle Camonica (primo sito italiano tutelato dall'UNESCO come patrimonio dell'umanità) uno in particolare è stato raffigurato per ben novantadue volte: la “rosa camuna”, una croce anseata associata a nove coppelle.
La stilizzazione della rosa camuna, fatta da Pino Tovaglia, Bob Noorda, Roberto Sambonet e Bruno Munari nel 1975, è diventata il simbolo della Regione Lombardia che è depositaria del marchio e ne regola l'utilizzo. La Regione Lombardia nel 1996 ha istituito anche un premio annuale nominato "Rosa Camuna"  dedicato alle persone che, con il loro contributo di eccellenza, contribuiscono ad migliorare la vita sociale, economica e culturale della regione.
La varietà morfologica e ambientale del territorio lombardo e la ricca presenza di corsi d’acqua ha favorito l’insediamento di diverse civiltà oltre a quella Camuna: Remedello, Polada, Golasecca. Quest’ultima soprattutto aveva stretti contatti con i popoli transalpini, veneti e in particolare con gli Etruschi che, raggiunta la Padania attorno al V secolo a.C. fondarono la città di Mantova e diffusero la propria civiltà introducendo l'alfabeto etrusco e la scrittura.
In seguito la regione fu invasa da varie genti Galliche, che diedero vita alle confederazioni degli Insubri, nella Lombardia occidentale, e dei Cenomani, nella Lombardia orientale e nell'area del basso Garda e delle rive del Po. Con l’insediamento dei Galli prendono forma i primi agglomerati semiurbani: Brescia e Milano, i centri maggiori, oltre a Como, Bergamo, Mantova.

### La cultura di Golasecca
A partire dal XII secolo a.C., dall'unione delle precedenti culture di Polada e di Canegrate, cioè dall'unione di preesistenti popolazioni Liguri con sopraggiunte popolazioni Celtiche, in contemporanea con la nascita della cultura di Hallstatt nell'Europa centrale ed alla cultura di Villanova nell'Italia centrale, si sviluppa una nuova civiltà che gli archeologi chiamano di Golasecca dal nome della località dove sono stati rinvenuti i primi ritrovamenti.

I Golasecchiani abitavano un territorio esteso circa 20.000 km², dallo spartiacque alpino al Po, dalla Valsesia al Serio, gravitando attorno a tre centri principali: la zona di Sesto Calende, di Bellinzona, ma soprattutto del centro protourbano di Como.

Con l'arrivo di popolazioni galliche d'oltralpe, nel IV secolo a.C. questa civiltà celto-ligure decade e si esaurisce.

### Etruschi, Villanoviani e Galli
La regione, specialmente nella sua parte meridionale, venne abitata da popoli appartenenti alla civiltà villanoviana e poi da coloni etruschi, che fondarono la città di Mantova e diffusero la propria civiltà introducendo l'alfabeto etrusco e la scrittura. Nel IV secolo vi giunsero attraverso le Alpi nuovi popoli, Celti d'Oltralpe, che i Romani chiamarono Galli.
Intorno al 400 a.C., i Galli transalpini iniziarono l'occupazione della valle Padana spingendosi fino all'Adriatico. Popolazione galliche, che assunsero il nome di Insubri, si stabilirono tra i Celti Golasecchiani della Lombardia occidentale; mentre nella parte orientale si insediarono i Galli Cenomani, spesso in conflitto con i primi (essendo alleati dei vicini Veneti).

## Romani
Sul finire del III secolo a.C. i Romani iniziarono la conquista della Pianura padana, scontrandosi con i Galli Insubri. Entro il 194 a.C. tutta la regione fu pacificata sotto le insegne dell'Urbe con il nome di Gallia Cisalpina, cioè "Gallia al di qua delle Alpi".
I Galli Cenomani furono invece fin dall'inizio alleati dei Romani, ed alla divisione amministrativa dell'Italia in epoca imperiale entrarono a far parte (all'incirca gli attuali territori di Brescia, Cremona e Mantova) della Regio X Venetia et Histria. Mentre il resto della regione, si divideva fra la Regio IX Liguria (all'incirca l'Oltrepò Pavese) e la Regio XI Transpadana.
La guerra con le popolazioni alpine, dai romani genericamente chiamate Reti, continuò fino all'impero di Augusto, che nella guerra retica impegnò i suoi due figliastri Druso maggiore e Tiberio.
I Romani diffusero l'uso del latino, delle loro leggi, dei loro costumi e realizzarono numerose opere di urbanistica. In questo periodo fiorirono i commerci e l'agricoltura, sorsero e si ingrandirono città e paesi, tra le quali emerse in particolare Brescia (Brixia), antica città cenomana che nelle Guerre romano-celtiche si alleò con Roma, divenendo un importante centro religioso ed economico, attraversato dalla Via Gallica.
La provincia diede i natali a celebri esponenti della cultura latina: a Como nacque lo scienziato e scrittore Plinio il Vecchio e suo nipote Plinio il Giovane, a Mantova (Mantua) il poeta Virgilio.
Negli ultimi secoli dell'Impero, Milano (Mediolanum), dapprima seconda a Brescia (Brixia), a causa della particolare posizione geografica vicina ai valichi del Ticino accrebbe notevolmente la sua importanza di centro politico e religioso (con l'episcopato di Sant'Ambrogio) tanto che divenne una delle sedi dei tetrarchi al tempo di Costantino.
A Milano, lo stesso imperatore, nel 313 d.C., emanò un editto, chiamato Editto di Costantino o Editto di Milano, nel quale concedeva a tutti la libertà di professare la propria religione. Accanto a Milano (Mediolanum) anche Pavia (Ticinum), città posizionata lungo importanti snodi fluviali, cominciò ad emergere, tanto che la città ospitò importanti distaccamenti militari, una fabbrica statale di archi e fu a lungo sede di una zecca, tanto che la rivolta dell'esercito che causò la caduta di Stilicone avvenne proprio a Pavia nel 408.
Negli ultimi anni dell'Impero romano, la relativa vicinanza con il confine danubiano favorì numerose incursioni di popoli barbarici nel territorio lombardo; con il definitivo crollo dell'Occidente, si alternarono al suo possesso Ostrogoti e Bizantini.
Proprio in Lombardia avvennè l'episodio principale della caduta dell'Impero Romano d'Occidente, nel 476, a causa della rivolta di Odoacre, Oreste si rinchiuse a Ticinum (Pavia), confidando nelle poderose fortificazioni della città. Tuttavia Odoacre assediò la città, catturò Oreste, che fu giustiziato e depose Romolo Augustolo, segnado così la fine dell'Impero Romano d'Occidente.

## I regni romano-barbarici

La Corona ferrea, utilizzata dai re d'Italia dal XIV al XIX secolo.

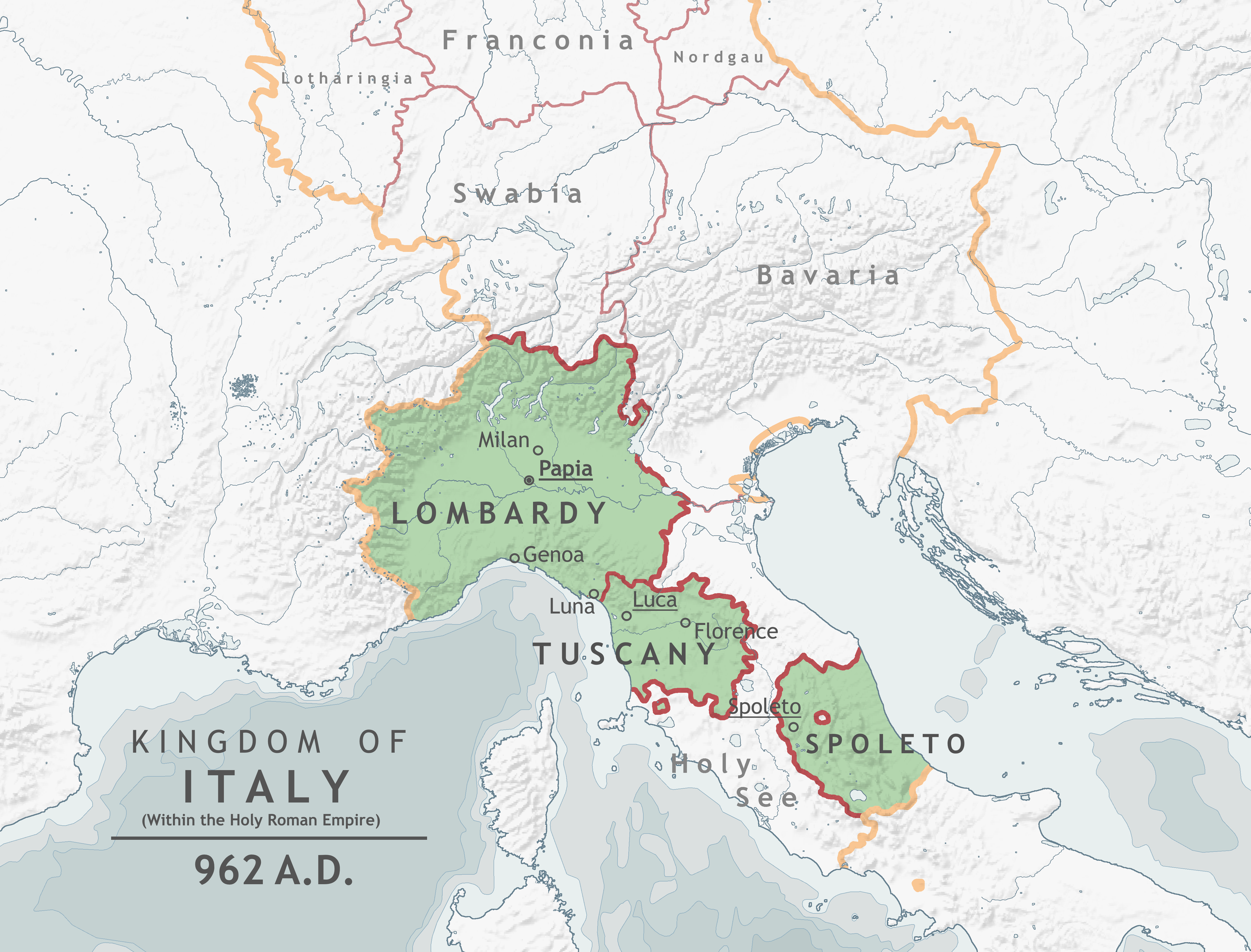
La Lombardia all'interno del Regno d'Italia nel 962.

Sono poi i barbari a dominare la Lombardia, tra Roma e Carlo Magno. Prima arrivano gli Ostrogoti (476-553), che nel 540 portarono la sede della loro corte e del tesoro reale a Pavia, quindi i bizantini, dopo la Guerra gotica, che durò quasi un ventennio e flagellò tutta l'Italia. Tuttavia, tanti morti portarono a Bisanzio solo 16 anni di egemonia sulla Lombardia: i Longobardi, provenienti dalla Pannonia, attaccarono e conquistarono la Lombardia, che ancora oggi porta il loro nome, ponendo la capitale a Pavia, dove si trovava il Palazzo Reale, e come secondo centro Brescia (Desiderio fu governatore della città prima di diventare re dei longobardi, e sempre a Brescia Desiderata si ritirò).

### Longobardi
Nel 569 i Bizantini furono sopraffatti da una popolazione germanica proveniente dalla Germania, i Longobardi, il cui dominio durò fino al 774.
La Lombardia divenne il centro del Regno Longobardo e la capitale fu posta a Pavia, ma le diverse tribù, dette faræ (ossia stirpi e/o carovane di viaggio), nelle quali questo popolo era diviso mantennero sempre una certa indipendenza dal potere centrale. Delle fare, formate da famiglie quasi sempre imparentate tra loro, resta tutt'oggi il ricordo nei nomi di alcune località, come Fara d'Adda.
Altra divisione all'interno del regno, era quella che scandiva, lungo il corso dell'Adda, il Nord-Ovest dal Nord-Est: ossia, nella denominazione dell'epoca, Neustria ed Austria.

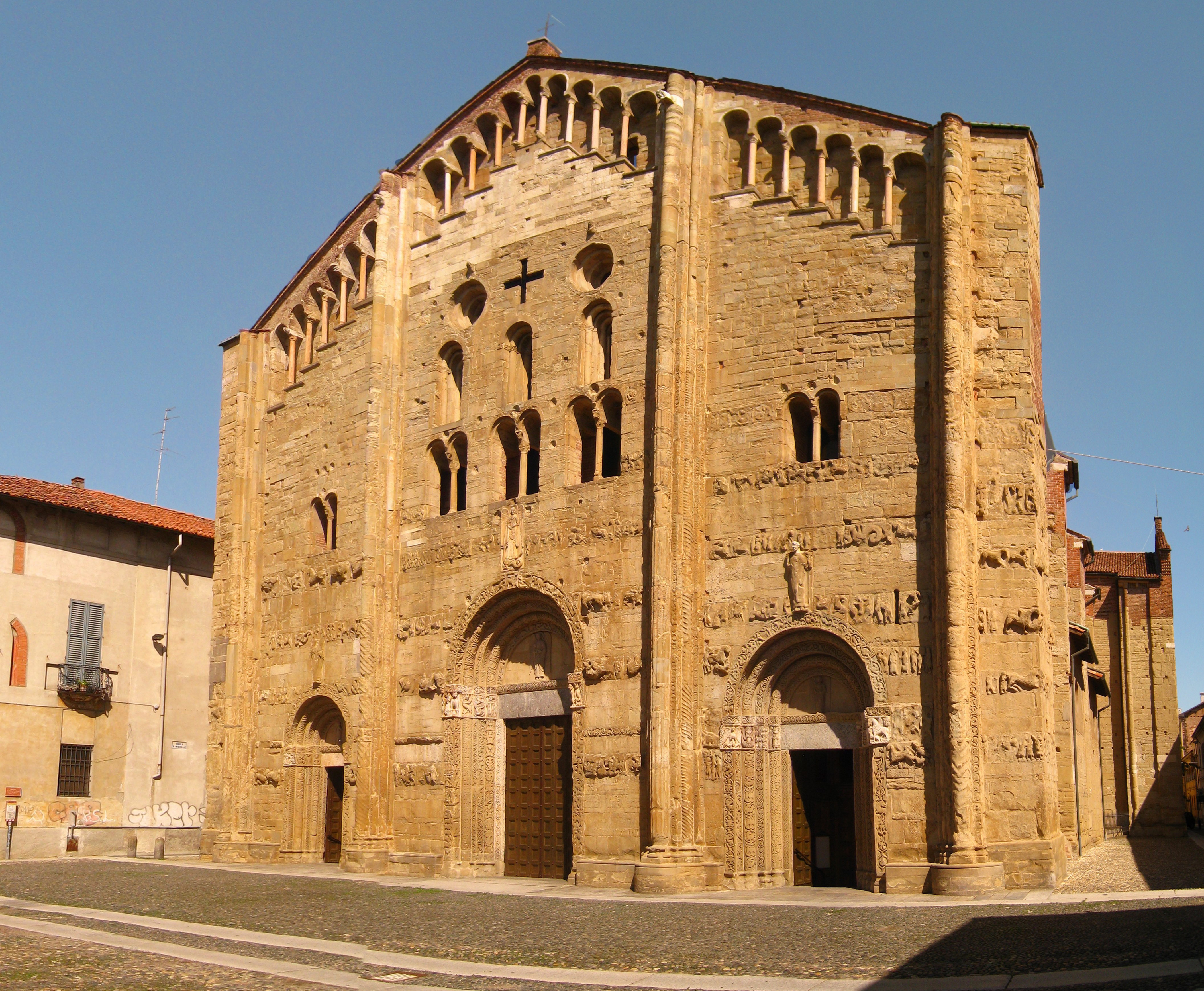
La basilica di San Michele Maggiore a Pavia, dove venivano incoronati i re d'Italia.

Il primo periodo della dominazione longobarda fu terribile per i romani, gli antichi abitanti dell'Impero, che a lungo furono oggetto di persecuzioni.
Fu solo dopo la conversione di questo popolo, inizialmente di confessione ariana,  al cristianesimo tricapitolino e al cristianesimo romano per opera della regina Teodolinda che ebbe inizio un periodo di pace e di collaborazione fra barbari e latini, ma i Longobardi in seguito vennero in conflitto con il Papa, il quale chiamò in suo aiuto un altro popolo barbaro, quello dei Franchi.

### Franchi
Nel 774 il re dei Franchi, Carlo Magno, fu chiamato in Italia dal papa che era minacciato dai Longobardi. Giunto con il suo esercito a Pavia, Carlo fece prigioniero il re longobardo Desiderio, dando inizio al dominio dei Franchi in Lombardia. Tuttavia, la conquista franca non segnò la caduta di tutte le strutture burocratiche create durante il Regno Longobardo. Pavia rimase capitale anche nel Regnum Italicum fino ai primi anni dell'XI secolo e presso il Palazzo Reale rimasero in funzione i tribunali, le scuole e gli apparati burocratici del precedente regno. Carlo divise le terre in feudi e le affidò all'amministrazione di nobili di sua fiducia, chiamati "vassalli", che governarono il territorio in suo nome, dando inizio alla struttura politica feudale che caratterizzò l'Alto Medioevo.

## I Comuni e l'Impero

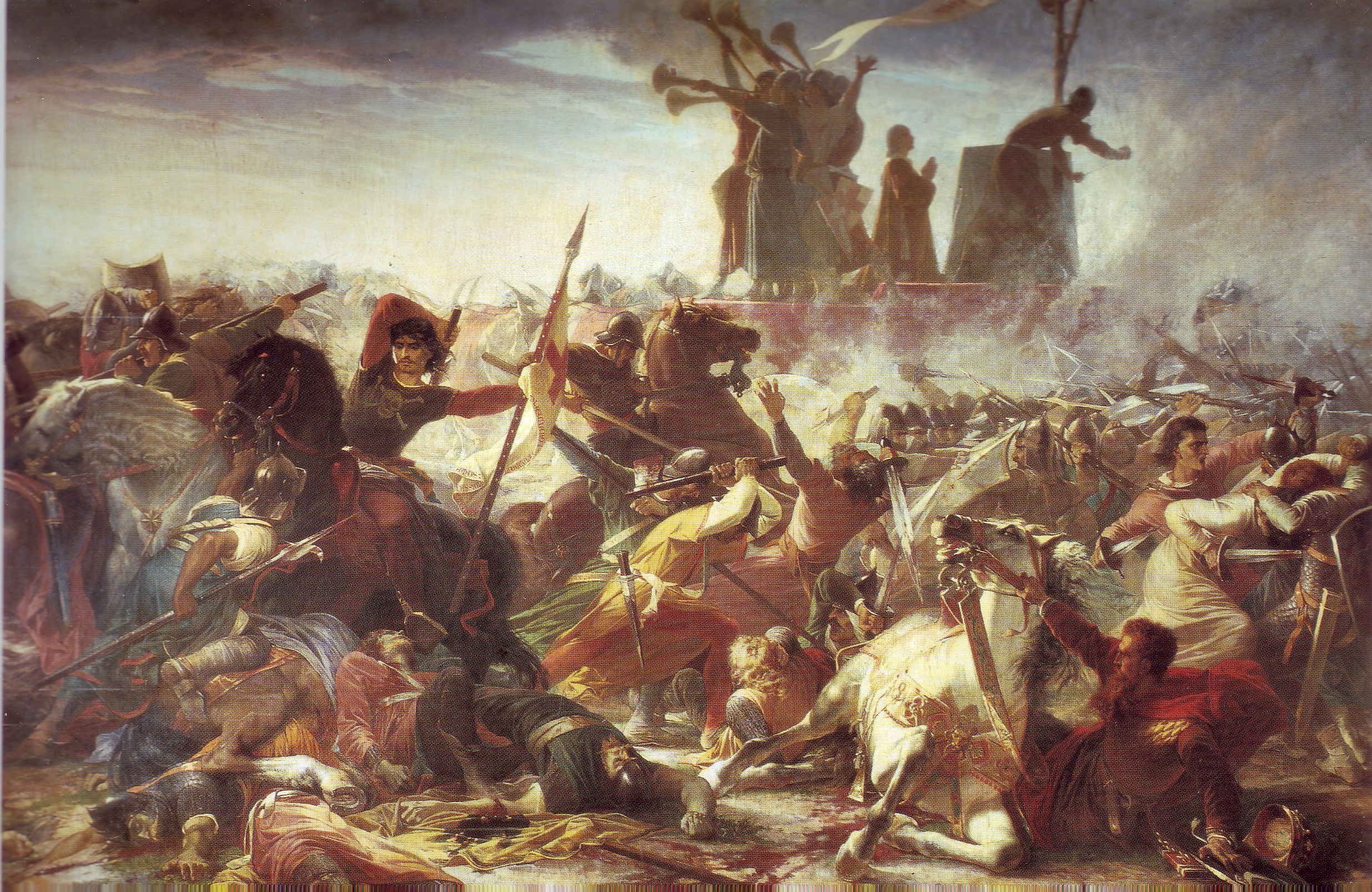
La Battaglia di Legnano, dipinto di Amos Cassoli

Nel Basso Medioevo, a partire dai secoli XI e XII nelle regioni dell'Italia settentrionale e quindi anche in Lombardia iniziò a diffondersi un modello politico nuovo: il comune medievale.
Il modello comunale aveva molte analogie con le antiche città stato che diedero i natali alla democrazia diretta in Grecia, molti secoli prima.
I comuni furono la conseguenza della rinascita dopo l'anno mille e furono i protagonisti di un nuovo ripopolamento delle città che si erano progressivamente svuotate a seguito della caduta dell'Impero romano d'Occidente e con l'instaurarsi del modello feudale.
In merito alla Lombardia sarà proprio il modello comunale e la volontà di conservare autonomia dall'autorità imperiale a portare all'esperienza della Lega Lombarda, alleanza militare fra varie città della Lombardia (ma non solo) che nel 1176 sconfiggerà le truppe dell'imperatore Federico Barbarossa durante la battaglia di Legnano.
La pace di Costanza del 1183 sancì la formale ubbidienza dei Comuni all'imperatore, e il sostanziale riconoscimento delle autonomie comunali da parte del sovrano.
A partire dal XII secolo il modello comunale entrerà in crisi e verrà presto soppiantato dalle nascenti Signorie.

## Signorie, Spagnoli, Francesi e Repubblica di Venezia

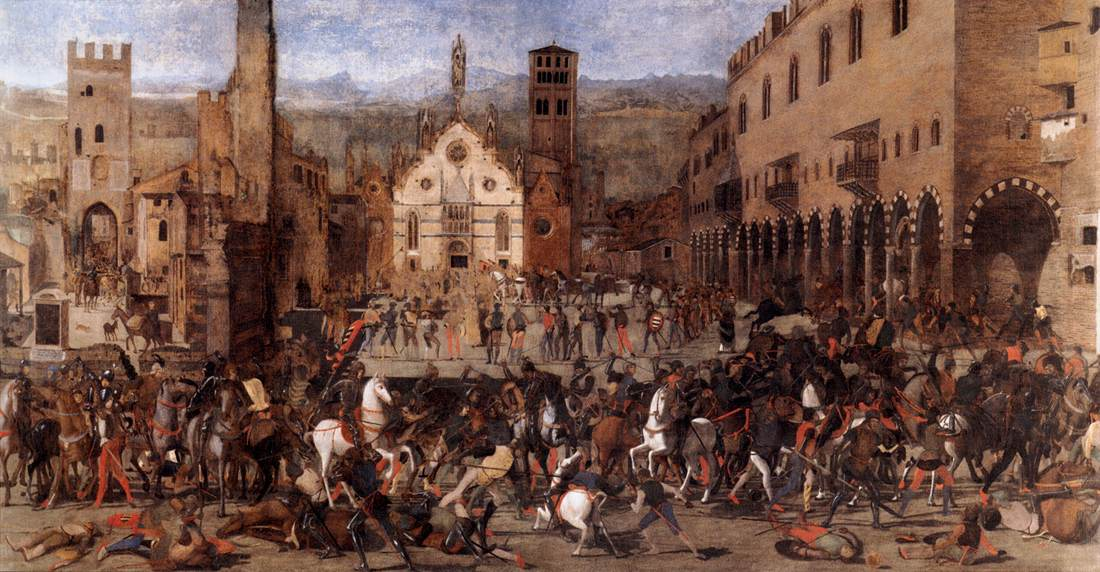
Domenico Morone, Cacciata dei Bonacolsi da Mantova nel 1328 (1494)

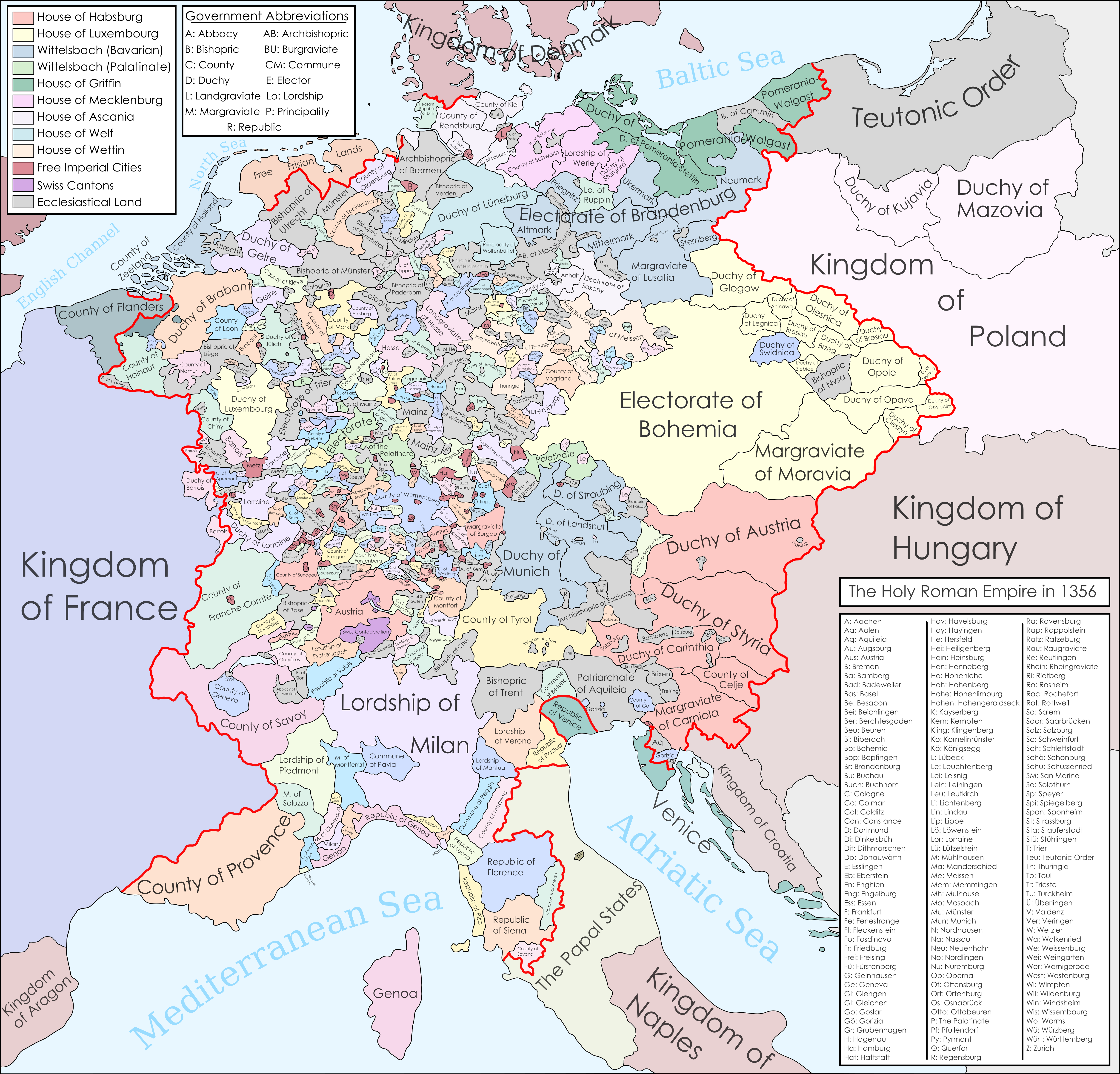
La Lombardia all'interno del Sacro Romano Impero nel 1356.

Tra il XII e il XIV secolo diverse città lombarde passarono sotto il controllo di famiglie aristocratiche, le più potenti furono i Gonzaga a Mantova e i Visconti e gli Sforza a Milano. I rappresentanti di questi nobili casati chiamarono presso le proprie corti gli artisti più famosi che abbellirono i loro palazzi e le loro città. La Lombardia si arricchì così di meravigliose opere d'arte tra cui il Castello Sforzesco di Milano e il Palazzo Ducale di Mantova, la Chiesa di Santa Maria del Carmine e la certosa di Pavia.
Dalla fine del XV secolo la Lombardia divenne nuovamente terra di conquista: prima arrivarono i Francesi, poi il ducato di Milano fu ceduto agli Spagnoli che vi rimasero a lungo. Durante questa dominazione la regione conobbe, dopo un primo periodo di prosperità, una progressiva decadenza, aggravata nel XVII secolo da epidemie di peste.
La parte orientale della regione cadde invece sotto il governo veneziano nel corso del XV secolo: i territori di Bergamo, Crema, Brescia e Salò seguirono dunque una storia in gran parte diversa dal resto della regione, fino al 1797. Il governo veneziano concesse una certa autonomia locale, con divisione amministrativa per aree omogenee e dando potere decisionale alle istituzioni locali, tramite le Pievi e le Quadre, benché i posti di primo piano fossero tutti riservati ai nobili veneziani e preservando il territorio dal decadente malgoverno spagnolo: tuttavia, tra il XVII ed il XVIII secolo, anche in queste zone iniziò una progressiva decadenza, dovuta soprattutto alla crisi dell'industria tessile locale, mentre l'agricoltura rimaneva spesso fiorente.

## XVIII e XIX secolo

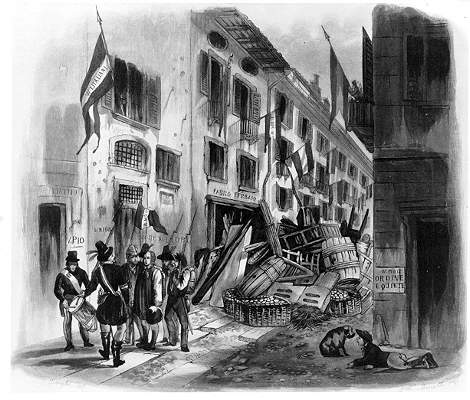
Tricolori italiani durante le Cinque Giornate

Nel 1706 il ducato di Milano fu ereditato dagli austriaci, che quasi un secolo dopo furono cacciati da Napoleone Bonaparte, il cui dominio durò solo una ventina d'anni. Caduto Napoleone, con la Restaurazione il regno Lombardo-Veneto ritornò sotto Vienna.
Quando si diffusero le idee indipendentistiche tese a realizzare l'Unità d'Italia, dal 1830 la regione diventò un centro di cospirazioni segrete tutte motivate dal desiderio di unificazione nazionale. Nel giugno 1848, durante la prima guerra di indipendenza la grande maggioranza dei lombardi votò a favore di un plebiscito per la fusione con il Regno di Sardegna, vanificato però dalla vittoria austriaca.
Durante la guerra i lombardi si distinsero per i propri sentimenti patriottici. Emblema del 1848 in Lombardia furono le Cinque Giornate di Milano e, nel 1849, le Dieci giornate di Brescia.
Tra i principali esponenti del patriottismo risorgimentale italiano vi fu Carlo Cattaneo, strenuo difensore della laicità e della creazione di un'Italia unita federale.
In seguito alla seconda guerra di indipendenza la Lombardia fu unita nel 1859 al Regno di Sardegna ed il 17 marzo 1861 fu proclamata l'Unità del Regno d'Italia.

## XX e XXI secolo

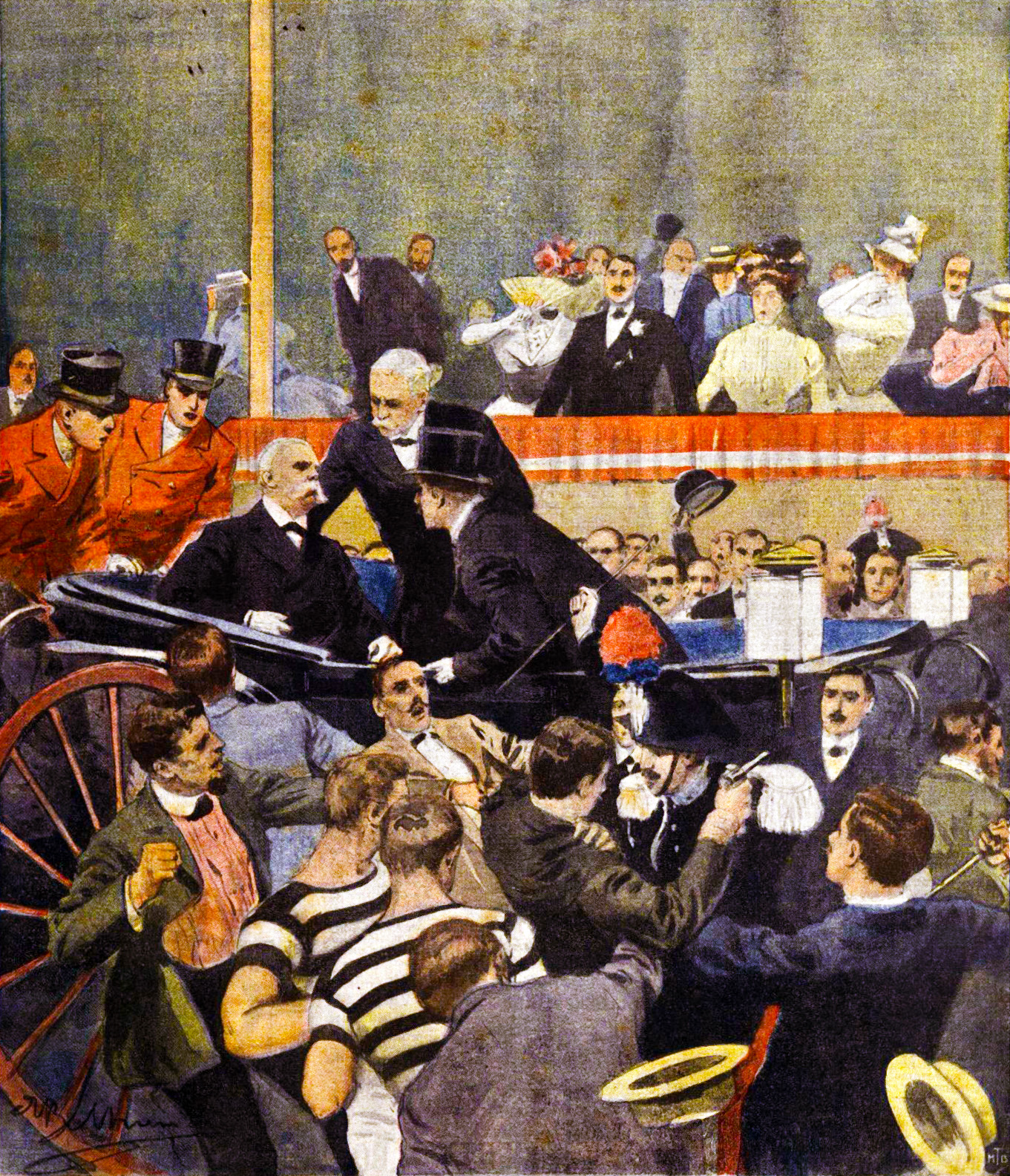
L'attentato di Bresci in una raffigurazione dell'epoca

Nel 1898 i moti di Milano furono duramente repressi dal generale Fiorenzo Bava Beccaris che ordinò di sparare sulla folla, causando numerosi morti. Nel 1900 l'anarchico italo-americano Gaetano Bresci uccise re Umberto I citando i fatti di Milano come causa del proprio gesto.
Dopo la prima guerra mondiale, dove il fronte attraversava tutto il versante alpino orientale nelle attuali provincie di Brescia e Sondrio, la Lombardia ebbe grande importanza nel ventennio fascista: nel 1919 nasceva a Milano il movimento che darà vita al Fascismo, e nel 1922 ancora a Milano fu rifugio del Duce mentre attendeva informazioni sull'esito della Marcia su Roma. In Lombardia, a Salò, fu formalmente insediato il governo filo-tedesco (RSI, Repubblica Sociale Italiana, nata il 23 settembre 1943 col nome di Stato Nazionale Repubblicano) presieduto dallo stesso Mussolini: in realtà i palazzi del governo (e dei governanti, comprese famiglie e amanti) si trovavano sulla linea del Lago di Garda che va da Gargnano, Gardone Riviera e la stessa Salò, dove sono ancora visibili i luoghi dove ebbero vita episodi non marginali della storia contemporanea). Sempre a Milano, proprio dove il fascismo aveva avuto inizio, fu portato il 29 aprile 1945 il corpo di Benito Mussolini ed esposto in Piazzale Loreto (luogo simbolico dove in precedenza erano stati lasciati i corpi di quindici partigiani uccisi il 10 agosto 1944) insieme a Claretta Petacci e ad altri gerarchi in quello che molti considerano il vero atto finale del Ventennio ('Macelleria messicana' fu definita la macabra esposizione dei corpi da parte di Ferruccio Parri, allora presidente del Consiglio del Comitato di Liberazione Nazionale).
Dopo la seconda guerra mondiale, a Milano fu conferita la Medaglia d'Oro al Valor Militare per la Resistenza dopo la sua liberazione da parte degli anglo-americani il 25 aprile, data divenuta festa nazionale.
Negli anni del boom economico, Milano fu (con Torino e Genova) uno dei poli del "triangolo industriale" del Nord Italia.

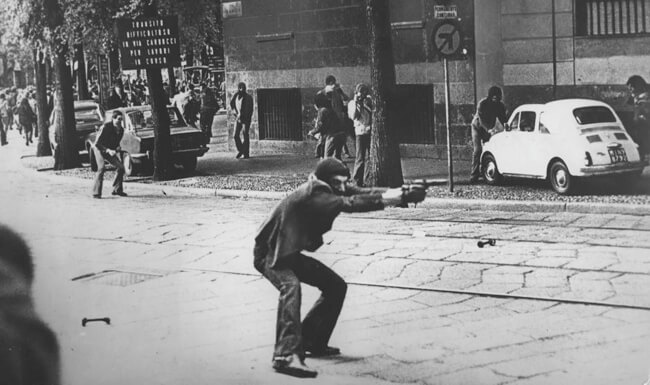
Milano, via De Amicis 14 maggio 1977: Giuseppe Memeo punta una pistola contro la polizia durante una manifestazione di protesta, la fotografia è di Paolo Pedrizzetti. Quest'immagine è diventata l'icona degli anni di piombo

Gli anni di piombo ebbero ampia rilevanza in Lombardia, con la strage di piazza Fontana a Milano nel 1969 e la strage di Piazza della Loggia a Brescia nel 1974. Nel 1973 Giovedì nero di Milano segna la violenza neofascista, mentre nel 1977, sempre a Milano, le Brigate Rosse gambizzano Indro Montanelli.
Il 13 marzo 1975 il giovane simpatizzante di destra Sergio Ramelli, reo di aver scritto un tema a scuola in cui deplorava gli omicidi delle Brigate Rosse, veniva aggredito sotto casa da un commando di militanti della sinistra extra parlamentare, che lo ridusse in fin di vita. Ricoverato d'urgenza all'Ospedale Maggiore di Milano e dopo un calvario di quasi due mesi il cuore di Ramelli smetterà di battere il 29 aprile. Ne seguirono forti scontri durante i funerali del ragazzo tra militanti degli opposti schieramenti mentre fotografi fotografavano da un palazzo antistante la chiesa i partecipanti alle esequie. Il materiale fotografico fu ritrovato nel 1985 nel famigerato covo brigatista di viale Bligny.

Silvio Berlusconi e Bettino Craxi nel 1984

Negli anni ottanta Milano diviene simbolo della crescita economica, "capitale morale" dell'Italia, e simbolo del rampantismo economico-finanziario della "Milano da bere", mentre il gruppo socialista milanese di Bettino Craxi occupa il governo a Roma.
Lo scandalo di Tangentopoli e l'inchiesta di Mani pulite si svolgono, ancora, principalmente a Milano. Nel vuoto lasciato dalla crisi della DC e del PSI cresce una nuova classe politica lombarda, incarnata da una parte dallo spirito autonomista della Lega Lombarda, e dall'altro dall'ideale imprenditoriale di Forza Italia, radicata nel capoluogo.
Il 22 ottobre del 2017 la Lombardia è stata chiamata a votare per un referendum riguardante la possibilità per la regione di richiedere allo Stato l’attribuzione di ulteriori forme e condizioni particolari di autonomia, con le relative risorse, ai sensi e per gli effetti di cui all’articolo 116, terzo comma, della Costituzione e con riferimento a ogni materia legislativa per cui tale procedimento sia ammesso in base all’articolo richiamato. Questo voto, il primo con modalità digitale, ha visto la partecipazione al voto di 3.017.707 elettori (pari al 38,34% degli aventi diritto) ed il SI' ha vinto con una percentuale del 95,29%.